# Euchiton
Euchiton is een geslacht uit de composietenfamilie (Asteraceae). De soorten komen voor van (sub)tropisch Azië tot in het zuidwesten van het Pacifisch gebied.

## Soorten
- Euchiton audax (D.G.Drury) Holub
- Euchiton brassii (Mattf.) Anderb.
- Euchiton breviscapus (Mattf.) Anderb.
- Euchiton collinus Cass.
- Euchiton delicatus (D.G.Drury) Holub
- Euchiton ensifer (D.G.Drury) Holub
- Euchiton involucratus (G.Forst.) Holub
- Euchiton japonicus (Thunb.) Holub
- Euchiton lateralis (C.J.Webb) Breitw. & J.M.Ward
- Euchiton limosus (D.G.Drury) Holub
- Euchiton litticola A.M.Buchanan
- Euchiton paludosus (Petrie) Holub
- Euchiton polylepis (D.G.Drury) Breitw. & J.M.Ward
- Euchiton ruahinicus (D.G.Drury) Breitw. & J.M.Ward
- Euchiton sphaericus (Willd.) Holub
- Euchiton traversii (Hook.f.) Holub
- Euchiton umbricola (J.H.Willis) Anderb.